# Washington Shirley, V conte Ferrers
Washington Shirley, quinto conte Ferres (26 maggio 1722 – Staffordshire, 1º ottobre 1778), è stato un ammiraglio britannico, ufficiale della Royal Navy, pari d'Inghilterra, massone e astronomo dilettante.

## Biografia
Shirley era il secondo figlio dell'Onorevole Laurence Shirley (quarto figlio di Robert Shirley, I conte Ferrers) e di sua moglie, Anne. Verso il 1738 entrò a far parte della Royal Navy divenendo sottotenente nel 1741, primo luogotenente nel 1746 e post-captain subito dopo.
Massone, nel 1762-1764 è stato Gran Maestro della Prima gran loggia d'Inghilterra.
Due settimane dopo l'esecuzione di suo fratello, Laurence Shirley, IV conte Ferrers nel 1760, Shirley prese il suo seggio nella Camera dei Lords (come nuovo conte) e nel 1763 Giorgio III gli concesse la proprietà di famiglia, precedentemente espropriata al fratello (con grande sorpresa di Giacomo Casanova, allora in visita a Londra) ed egli cominciò a trasformare la casa di famiglia di Staunton Harold nel Leicestershire. In seguito fu promosso a contrammiraglio nel 1771 e viceammiraglio nel 1775.
Ferrers era appassionato di astronomia e possedeva un proprio planetario. Nel 1761 Ferrers era stato eletto alla Royal Society per il suo lavoro in merito alle osservazioni del transito di Venere. Gran parte della fama di Ferrers deriva dall'aver acquistato da Joseph Wright of Derby il dipinto Filosofo tiene una lezione sul planetario, oggi esposto nel Derby Museum and Art Gallery, in cui molto probabilmente è rappresentato nella figura a destra. Infatti Ferrers aveva avuto Peter Perez Burdett (amico di Wright e raffigurato sulla sinistra) come ospite a casa propria ed aveva partecipato ad una lezione di James Ferguson che aveva riguardato proprio il planetario.
Il conte morì nel 1778 nello Staffordshire e fu sepolto a Staunton Harold. Poiché non aveva figli da sua moglie, Anne, il suo titolo ed i suoi possedimenti passarono al fratello minore, Robert